# Kámán Attila
Kámán Attila (Zalaegerszeg, 1969. november 20. –) válogatott labdarúgó, csatár.

## Pályafutása

### A válogatottban
1992-ben egy alkalommal szerepelt a válogatottban. Háromszoros olimpiai válogatott (1990–91), 17-szeres ifjúsági válogatott (1985–88, 7 gól), tízszeres utánpótlás válogatott (1988–89, 2 gól).

## Sikerei, díjai
- Magyar bajnokság
  - bajnok: 1990–91

## Statisztika

### Mérkőzése a válogatottban
| Magyarország | Magyarország        | Magyarország                | Magyarország | Magyarország | Magyarország | Magyarország | Magyarország | Magyarország |
| #            | Dátum               | Helyszín                    | Hazai        | Eredmény     | Vendég       | Kiírás       | Gólok        | Esemény      |
| ------------ | ------------------- | --------------------------- | ------------ | ------------ | ------------ | ------------ | ------------ | ------------ |
| 1.           | 1992. augusztus 26. | Nyíregyháza, Városi Stadion | Magyarország | 2 – 1        | Ukrajna      | barátságos   | -            | 46'          |
|              | Összesen            |                             |              | 1            | mérkőzés     |              | 0            | gól          |